# Komornik
Pour plus de détails, voir Fiche technique et Distribution.
Komornik (« L’huissier » en français) est un film dramatique polonais de Feliks Falk. Ce film a été proposé aux Oscar 2005.

## Fiche technique
- Titre original : Komornik
- Titre anglais : The Collector
- Producteur : Wytwórnia Filmów Dokumentalnych i Fabularnych
- Photographie : Bartosz Prokopowicz
- Montage : Krzysztof Szpetmański
- Musique : Bartłomiej Gliniak
- Costumes : Małgorzata Braszka

## Distribution
- Andrzej Chyra : Lucek
- Małgorzata Kożuchowska : Anna
- Kinga Preis : Gosia
- Grzegorz Wojdon : Jasiek
- Jan Frycz : Chudy
- Marian Dziędziel : Horst
- Sławomir Orzechowski : Wiśniak

## Distinctions
- Orłys
  - Aigle du meilleur film
  - Aigle de la meilleure actrice dans un rôle principal
  - Aigle du meilleur acteur dans un rôle principal
  - Aigle du meilleur réalisateur
  - Aigle du meilleur scénario
  - Aigle des meilleurs décors
  - Prix du public
- 30e Festival du film polonais de Gdynia, en 2005
  - Film de l'année
  - Meilleure photo
  - Meilleur scénario
  - Meilleur rôle principal masculin
  - Meilleur second rôle féminin
- Berlinale 2006 : Prix œcuménique du public